# Clive Gerard Liddell
Pour les articles homonymes, voir Liddell.
Clive Gerard Liddell, né le 1er mai 1883 à Huddersfield et mort le 9 septembre 1956 à Londres, est un homme politique et militaire britannique qui fut gouverneur de Gibraltar de juillet 1939 à mai 1941.